# Verbandsklage
Verbandsklage ist eine Form der Popularklage, bei der Vereine oder Verbände die Klagebefugnis zugesprochen erhalten, nicht die Verletzung eigener Rechte geltend zu machen, sondern die von Rechten der Allgemeinheit.

## Entwicklung
Die Verbandsklage entstand aus richterlicher Rechtsfortbildung in den USA, als 1978 der Supreme Court auf Klage eines Naturschutzverbandes den Bau eines Staudamms stoppte, weil dieser zum Aussterben einer Fischart geführt hätte. Zuvor hatte der Rechtswissenschaftler Christopher D. Stone 1973 in einem Buch gefragt: „Should Trees have Standing?“ (Sollten Bäume klagebefugt sein?), woraufhin mehrere Naturschutzverbände Klagen einreichten und die Gerichte zunächst unterschiedlich entschieden. Die sozial-liberale Koalition in Bonn plante daraufhin auch in der Bundesrepublik Deutschland ein Verbandsklagerecht für Naturschutzverbände, das Projekt endete aber mit der Wende von 1982.
1988 reichte eine Koalition aller großen deutschen Naturschutzverbände eine Klage gegen den Bundesverkehrsminister Jürgen Warnke ein, weil das ihm unterstellte Deutsche Hydrographische Institut Chemie- und Entsorgungsunternehmen erlaubt hatte, Titandioxid, Dünnsäure und PCB-haltige Abfälle auf hoher See in der Deutschen Bucht zu entsorgen. Dadurch war die Population der Seehunde in den deutschen und niederländischen Gewässern zusammengebrochen und um etwa 80 % reduziert worden. Die Anwälte der Verbände wiesen darauf hin, dass nach bisherigem deutschem Recht weder sie, noch die Seehunde klagebefugt seien und es im Entsorgungsgebiet auf hoher See keine klagebefugten Anwohner gäbe. Sie forderten das Gericht auf, ihnen die Klagebefugnis trotzdem zuzubilligen, um eine gerichtliche Entscheidung möglich zu machen. Die Klage wurde erwartungsgemäß als unzulässig abgewiesen.

## Deutschland
Im deutschen Recht gibt es mittlerweile in den verschiedenen Rechtsgebieten unterschiedlich ausgeprägte Möglichkeiten, eine Verbandsklage zu erheben.

### Verbandsklagen im Verwaltungsrecht
Besondere Bedeutung kommt Verbandsklagen im Umweltrecht zu. Grundsätzlich liegt dem deutschen Verwaltungsprozessrecht das System des Individualrechtsschutzes zugrunde. Nach § 42 Abs. 2 VwGO ist nur derjenige klagebefugt, der geltend macht, durch den Verwaltungsakt in eigenen Rechten (subjektiv-öffentliches Recht) verletzt zu sein. Ein Umweltschutzverband kann daher nicht ohne weiteres gegen größere Projekte vorgehen, die in die Umwelt eingreifen. Wenn Umweltverbände etwa gegen einen Autobahnbau vorgehen wollten, konnten sie nur klagen, wenn sie selbst Grundstücke im Bereich der Baumaßnahme hatten, die dadurch beeinträchtigt wurden. Dies führte dazu, dass einige Umweltverbände kurzfristig dort sogenannte Sperrgrundstücke erworben hatten, um so eine Klagebefugnis zu erlangen. Wenn die Grundstücke aber nicht in anderer Weise dem Vereinszweck dienen, kann eine Klage im Planungsverfahren als rechtsmissbräuchlich eingestuft werden.

### Naturschutzrecht
Das Verbandsklagerecht im Naturschutzrecht ist seit 2002 im Bundesnaturschutzgesetz (BNatSchG) verbindlich geregelt. Im Abschnitt 8 BNatSchG ist die Mitwirkung von Vereinen geregelt, insbesondere in § 64 BNatSchG „Rechtsbehelfe“ von Vereinen. Die Bundesländer können das Verbandsklagerecht ausdehnen auf Verfahren und Tatbestände, die in ihrer eigenen Verantwortung stehen.
Klagen gegen Bundesbehörden sind nur möglich bei
- Befreiungen von Verboten und Geboten zum Schutz von Naturschutzgebieten und Nationalparks.
- Planfeststellungsbeschlüssen über Vorhaben, die in Natur und Landschaft eingreifen, sowie Plangenehmigungen mit Öffentlichkeitsbeteiligung.

Darüber hinaus entsprechen die Klagerechte der Naturschutzverbände grundsätzlich denen von Einzelpersonen. Sie können beispielsweise gegen die Ablehnung ihres Antrags auf Informationszugang klagen, da der Zugang zu Umweltinformationen zu ihren Rechten gehört oder gegen ein Bauvorhaben, sofern es ihre Rechte beeinträchtigt.
Der Europäische Gerichtshof (EuGH) entschied am 12. Mai 2011 im Trianel-Verfahren, dass eine die Klagerechte von Umweltvereinigungen einschränkende Regelung in § 2 Umwelt-Rechtsbehelfsgesetz gegen EU-Recht verstößt. Die Bundesrepublik Deutschland muss nun die Klagerechte von Umweltvereinigungen erweitern. Bis zum Inkrafttreten einer Gesetzesänderung können sich anerkannte Umweltvereinigungen zur Begründung ihrer Klagerechte unmittelbar auf das EU-Recht berufen.

### Umwelt-Rechtsbehelfsgesetz
Mit dem Ende 2006 in Kraft getretenen Umwelt-Rechtsbehelfsgesetz wurde die Position der Umweltverbände entscheidend gestärkt. Sie haben nun auch die Möglichkeit, gegen bestimmte umweltrechtliche Zulassungsentscheidungen für Industrieanlagen (insbesondere nach dem Bundes-Immissionsschutzgesetz) und Infrastrukturmaßnahmen gerichtlich vorzugehen. Für bestimmte umweltrechtliche Entscheidungen und Genehmigungen haben die anerkannten Verbände damit ein Klagerecht und können vor den Verwaltungsgerichten die Rechtswidrigkeit des Genehmigungsbescheides rügen. Insbesondere kann auch gerügt werden, dass eine erforderliche Umweltverträglichkeitsprüfung ausgeblieben ist.
Zu den Auswirkungen wird auf die Trianel-Entscheidung des EuGH verwiesen.

### Behindertengleichstellungsgesetz
Das Gesetz zur Gleichstellung behinderter Menschen enthält in § 15 BGG ein Verbandsklagerecht, nach dem ein anerkannter Behindertenschutzverband Klage nach Maßgabe der Verwaltungsgerichtsordnung oder des Sozialgerichtsgesetzes erheben kann auf Feststellung eines Verstoßes gegen bestimmte behindertenschutzrechtliche Vorschriften.

### Tierschutz
Anerkannte Tierschutzverbände haben ein Verbandsklagerecht in Bremen, Niedersachsen, Hamburg, Rheinland-Pfalz, Schleswig-Holstein, Baden-Württemberg und dem Saarland (Stand: September 2019)[veraltet]. In weiteren Ländern wird die Einführung diskutiert. In Bayern wurde das Verbandsklagerecht für Tierschutzvereine im Dezember 2014 und erneut im März 2016 abgelehnt. In Nordrhein-Westfalen besteht seit Jahresende 2018 kein Verbandsklagerecht mehr, da das entsprechende Gesetz nicht verlängert wurde.

### Zivilrecht
Auch im deutschen Zivilrecht gibt es die Möglichkeit für Verbände, gerichtlich im Rahmen ihrer Verbandszwecke tätig zu werden.
Insbesondere steht hierbei die Möglichkeit im Vordergrund, dass Verbraucherschutzverbände auf Unterlassung oder Widerruf zur Durchsetzung von Verbraucherschutzvorschriften Klage nach dem Unterlassungsklagengesetz erheben. Da Individualbeschwerden in der Regel nur unzureichend für die Durchsetzung des Verbraucherschutzes vor unlauteren Allgemeinen Geschäftsbedingungen sein können, wurde mit dem Unterlassungsklagengesetz ein eigenständiges Verbandsklagerecht geschaffen, das ansonsten im deutschen Zivilprozess nur ausnahmsweise zulässig ist.
Auch in anderen Gesetzen, so etwa in § 8 Abs. 3 Nr. 2 des Gesetzes gegen den unlauteren Wettbewerb, wird Verbänden die Möglichkeit gegeben, zur Förderung gewerblicher oder selbständiger beruflicher Interessen Klage auf Beseitigung oder Unterlassung einer unlauteren Handlung zu erheben. Ein ähnliches Instrument ist die Musterfeststellungsklage zur Geltendmachung von Verbraucherinteressen. Durch die EU-Verbandsklagenrichtlinie, die als Teil des EU New Deal for Consumers vorgeschlagen wurde, und im Trilog am 22. Juni 2020 auf EU-Ebene verabschiedet wurde, werden durch die Umsetzung in nationales Recht weitere Möglichkeiten für Kollektivklagen eingeführt. Das entsprechende deutsche Gesetz trat am 13. Oktober 2023 in Kraft.

## Österreich
Zu den Verbandsklagen zählen u. a. die Verbandsklage in § 14 Bundesgesetz gegen den unlauteren Wettbewerb 1984, die Verbandsklage gegen unfaire Klauseln in Allgemeinen Geschäftsbedingungen und Formblättern für Verträge (§ 28 Konsumentenschutzgesetz – KSchG) und die Verbandsklage bei Verstößen gegen die Umsetzung von bestimmten europäischen Richtlinien zum Schutz der Verbraucherinteressen (§ 28a KSchG).
Durch die Verbandsklage im Konsumentenschutzgesetz ist es möglich, dass bestimmte Organisationen (aufgezählt in § 29 Abs 1 KSchG) wie etwa die Bundesarbeiterkammer, die Wirtschaftskammer Österreich oder der Verein für Konsumenteninformation die Unterlassung eines Verstoßes gegen die guten Sitten oder eines den Verbraucherschutz beeinträchtigenden Verhaltens im öffentlichen Interesse erreichen.
Auch hier handelt es sich um eine Rechtsposition, die von dem ansonst auch im österreichischen Privatrecht üblichen Grundsatz abweicht, dass nur der Betroffene selbst seine Rechte klagsweise durchsetzen kann.

## Schweiz
Nach Art. 89 ZPO können Vereine und andere Organisationen von gesamtschweizerischer oder regionaler Bedeutung, die nach ihren Statuten zur Wahrung der Interessen bestimmter Personengruppen befugt sind, in eigenem Namen auf Verletzung der Persönlichkeit der Angehörigen dieser Personengruppen klagen. Die Verbandsklage kann sich auf Beseitigung, Unterlassung sowie Feststellung einer Verletzung richten. Spezielle gesetzliche Regelungen enthält z. B. das Gesetz gegen den Unlauteren Wettbewerb (UWG), Art. 56 des Markenschutzgesetes oder Art. 9 des Behindertengleichstellungsgesetzes (BeHiG).
Eine gerichtliche Entscheidung im Verbandsklageverfahren entfaltet keine Rechtskraft gegenüber den Repräsentierten, jedoch eine „faktische Präjudizwirkung.“
Gegen Verfügungen der kantonalen Behörden oder der Bundesbehörden steht den Organisationen, die sich dem Naturschutz, dem Heimatschutz, der Denkmalpflege oder verwandten Zielen widmen, die ideelle Verbandsbeschwerde nach Art. 12 Abs. 1 Bst. b NHG zu.